# Поляки Придністров'я
Історія польського народу в Придністров'ї сягає глибоких століть, коли громади вздовж нижнього Дністра входили до складу Поділля Речі Посполитої, а пізніше Російської імперії.

## Історія

### Витоки
Очевидно, Придністров'я входило до складу Київської Русі. Після розпаду Русі внаслідок монгольської навали ця територія у XV столітті опинилася під владою Великого князівства Литовського у складі Поділля. Більша частина сучасного Придністров'я перебувала у складіБрацлавського воєводства Речі Посполитої до Другого поділу Польщі в 1793 році.
У 1504 році Кримське ханство завоювало найпівденнішу частину Придністров'я на південь від річки Ягорлик/Ягорлик разом із рештою регіону Єдисан, який залишався під контролем Османської імперії до 1792 року. Таким чином кордон між двома державами було встановлено на річці Ягорлик, яка в молдавських літописах згадується як Ягурлиць, а в польських джерелах як Jahorlik або Jahorłyk.

### Польська колонізація

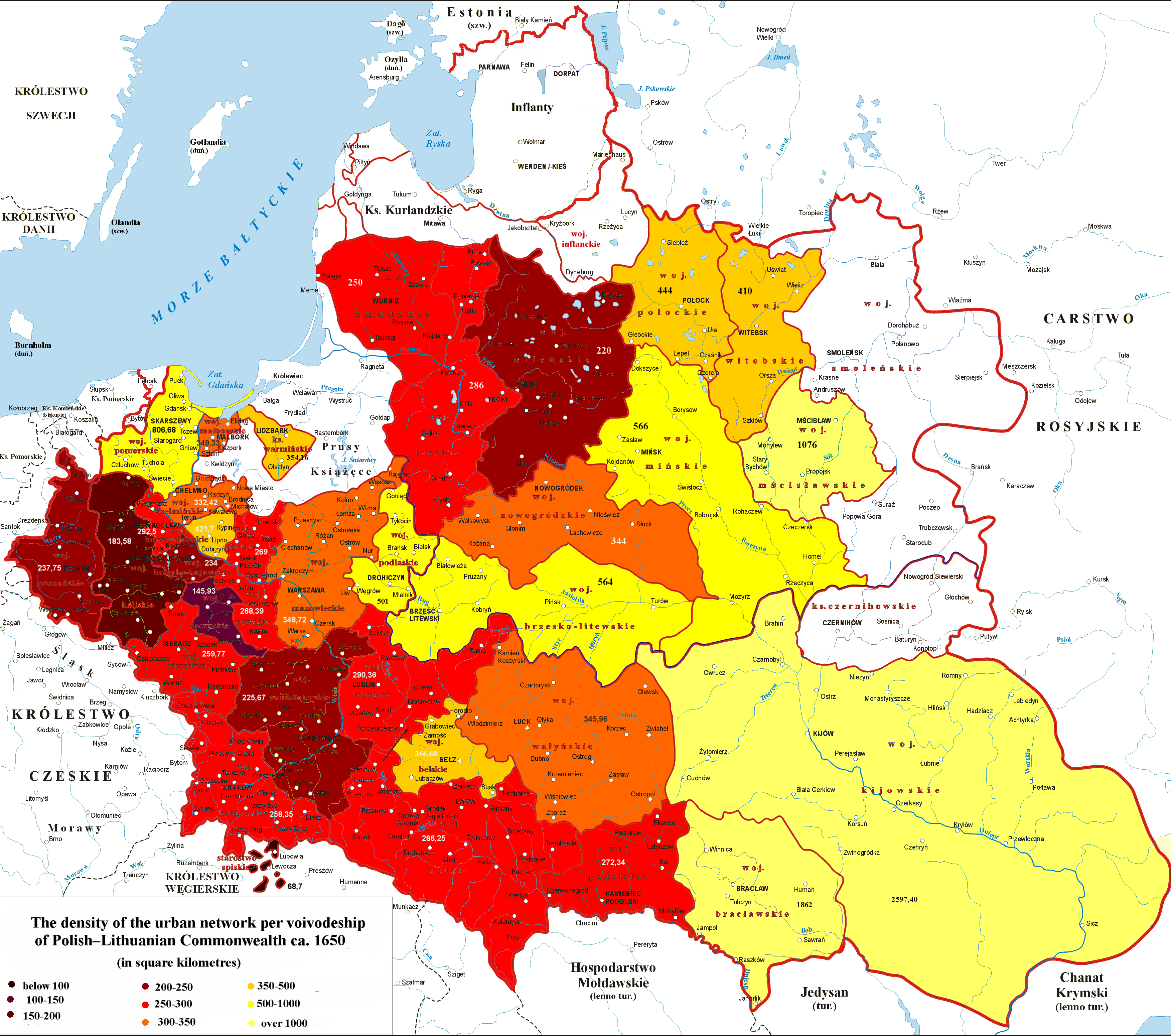
Щільність міської мережі на воєводства в Речі Посполитій у 1650 р. Сучасне Придністров'я входило до Брацлавського воєводства, яке було значно менш густо заселеним, ніж сусідні провінції на заході через набіги з Кримського ханства.

Через масові набіги та вторгнення Кримського ханства велика частина південного регіону Речі Посполитої була малозаселеною. Щоб виправити це, польські королі XVI та XVIІ століть, зокрема Стефан Баторій та Сигізмунд III Ваза, спонсорували широкомасштабну польську колонізацію Поділля, яке включає території сучасного Придністров'я. Польські магнати отримували великі малозаселені землі, а польська дрібна шляхта господарювала в маєтках і служила воїнами. Переселятися на ці території кріпаків спокушало тимчасове звільнення від кріпацтва на 20 років. Хоча більшість кріпаків були із західноукраїнських земель, значна кількість кріпаків прибувала із центральної Польщі. Останні мали тенденцію до асиміляції в українському суспільстві, а деякі з них навіть брали участь у козацьких повстаннях проти поміщиків. Польські магнати з України відігравали значну політичну та соціальну роль у Речі Посполитій, як і місцева шляхта на цих теренах, яка з часом полонізувалася.
Польське правління в цей час передбачало розширення єзуїтських шкіл і масштабне будівництво ошатних замків і маєтків, які включали бібліотеки, мистецькі колекції та архіви, які в багатьох випадках були такими ж за значенням, як і в самій Польщі. До кінця XVIІІ століття приблизно 11 % населення були римо-католиками, більшість з них поляки.

### Включення до складу Російської імперії

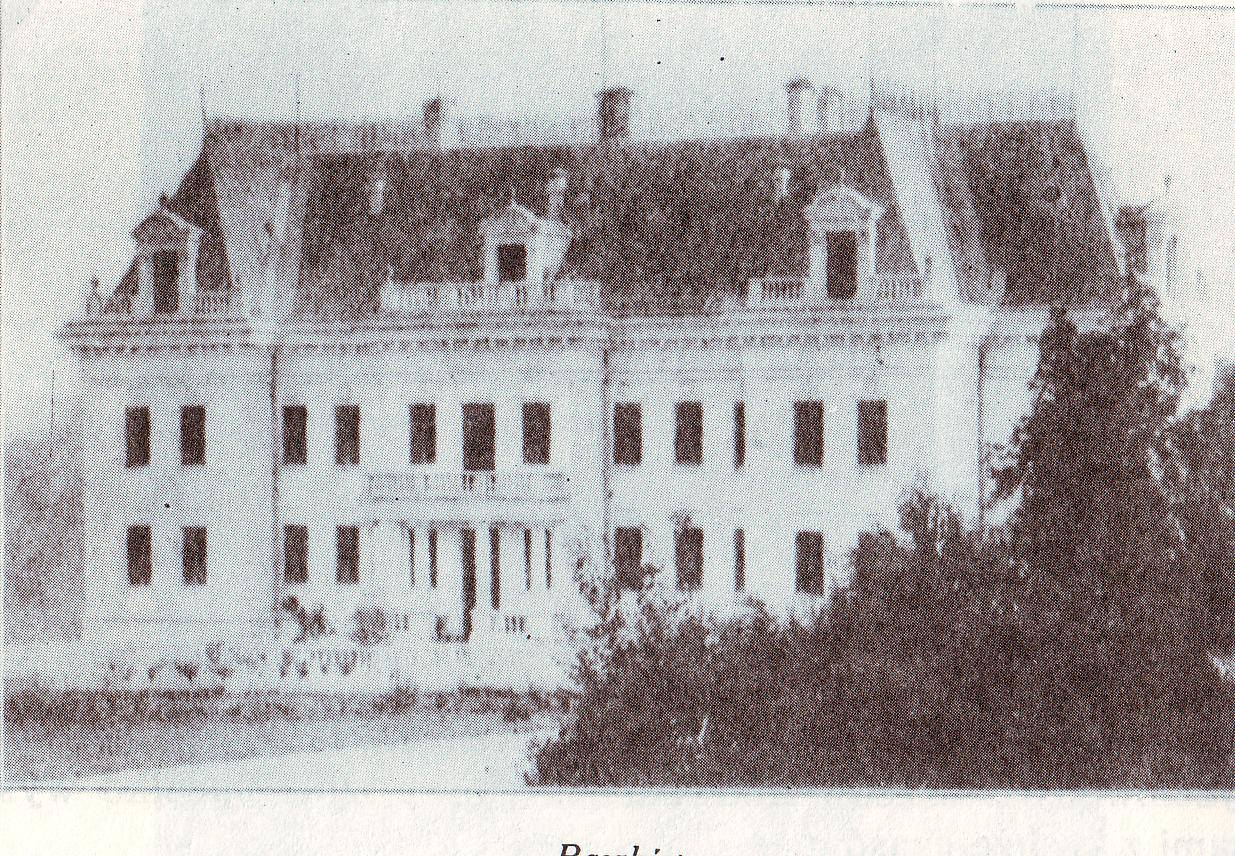
Палац Юревичів у Рашкові, знесений урядовими органами СРСР.

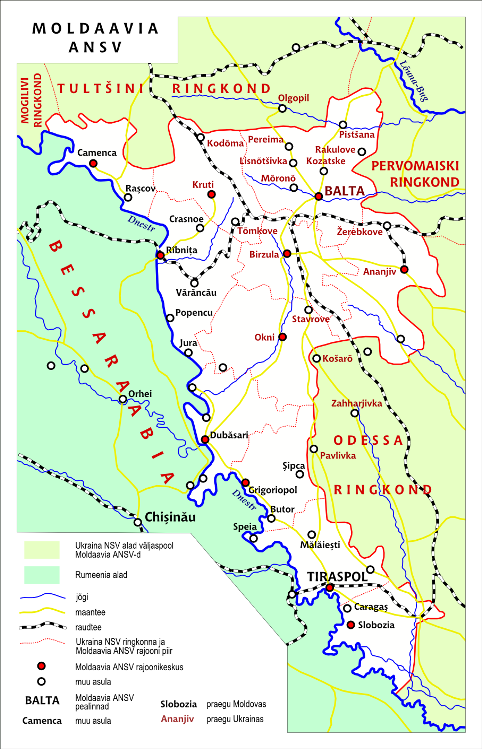
Карта Молдавської АРСР, до складу якої входило Придністров'я.

На момент поділу Польщі приблизно десять відсотків населення всіх приєднаних до Росії територій були етнічними поляками. До поляків належали заможні магнати з великими маєтками, бідніші шляхтичі, які працювали адміністраторами чи військовими, а також селяни. Ще довго після того, як цей край перестав бути частиною Польщі, поляки продовжували відігравати важливу роль як у воєводстві, так і в місті Києві. До невдалого польського повстання 1830—1831 років польська мова залишалася адміністративною мовою в освіті, уряді та судах.
За Російської імперії польське суспільство мало тенденцію до розшарування. За Російської імперії польські магнати процвітали за рахунок кріпаків і біднішої польської шляхти, яку вони витіснили з землі. Багаті магнати, як правило, виступали проти польських повстань, ототожнювали себе з росіянами-поміщиками і часто переїжджали до Петербурга. Таким чином, польський національний рух на українських землях, як правило, очолювали представники середньої та дрібної шляхти, які створювали таємні товариства в місцях з великою кількістю польського населення. Внаслідок антиросійського повстання 1830 р. російський уряд позбавив польську середню та бідну шляхту легального дворянського статусу та запровадив політику русифікації. Ці польські шляхтичі, юридично зведені до стану селян, часто асимілювалися з українською мовою та культурою. Багато бідніших польських шляхтичів, українізованих за мовою, культурою та політичною лояльністю, становили важливий елемент зростаючого українського національного руху. Незважаючи на триваючу міграцію поляків із центральної Польщі на українські землі, до кінця ХІХ століття лише три відсотки населення цих територій повідомили, що польська мова була їхньою рідною мовою.

### Між світовими війнами
Після Першої світової війни, наступу більшовицьких армій, польсько-радянської війни 1919—1921 рр. і включення цих земель до складу СРСР відбувся масовий вихід поляків, особливо поміщиків та інтелігенції, з колишніх земель Речі Посполитої.
Територія, яка мала стати Придністров'ям, у 1919 році була організована в Українську РСР, в рамках якої у 1924 році була створена Молдавська Автономна Радянська Соціалістична Республіка. За сталінського правління польська громада ще більше зменшуватиметься. Після короткого початкового періоду лібералізації та свободи поляки в Радянському Союзі зазнали переслідувань, розгону та масового терору. Ця тенденція посилилася наприкінці 1930-х років у результаті польської операції НКВД 1937—1938 рр., а також припинення навчання в Молдавській АРСР для всього нерумунського населення їхніми рідними мовами, яке було замінено українською та російською.

### Після Другої світової війни до розпаду СРСР
Кількість поляків у всіх регіонах колишнього Радянського Союзу неухильно зменшувалася протягом останнього століття. Значною мірою цей занепад можна простежити через політику радянізації, спрямовану на знищення польської культури в СРСР. Знання про польську громаду в Молдові та Придністров'ї були повністю відсутніми в Польщі протягом усього періоду після розпаду СРСР. Ця тенденція була змінена лише в 1990-х роках, коли польські дослідники отримали можливість проводити дослідження в Молдові та Придністров'ї.

### Сучасність

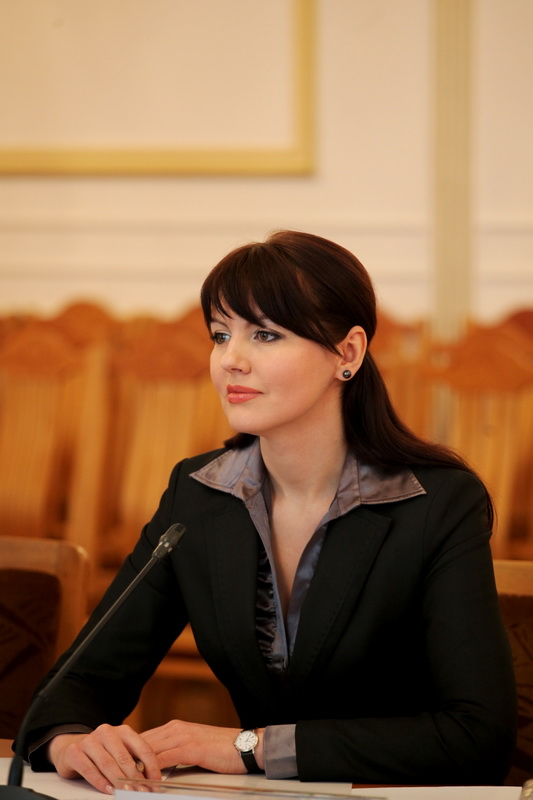
Колишня перша леді Придністров'я Ніна Штанскі розповіла про польське походження.

Перепис 2004 року в Придністров'ї повідомив, що 2 % населення (близько 1100) були поляками. Деякі публікації активістів Polonia та польських дипломатів згадують цифри до 20 000 поляків — цифри, що значно перевищують кількість поляків, які назвали себе за переписом. Деякі автори включають у свої оцінки осіб польського походження, тоді як інші припускають, що люди католицького віросповідання (у переважно східно-православній країні) є, швидше за все, польського походження; і це може включати росіян та українців, які мають зв'язки з Польщею у своїх предках.
Внаслідок російської та радянської політики щодо польської культури лише невеликий відсоток поляків у Придністров'ї сьогодні розмовляє польською. Деякі придністровські політики, такі як колишня перша леді Ніна Штанскі та Євген Зубов, відкрито говорять про своє польське коріння.
З 2013 року діє Stowarzyszenie Kultury Polskiej «Jasna Góra» — Асоціація польської культури " Ясна Гора " діє в Тирасполі, Придністров'я.